# Wangzha (sockenhuvudort i Kina, Hubei Sheng, lat 32,05, long 112,12)
Wangzha (kinesiska: 王寨, 王寨街道) är en sockenhuvudort i Kina. Den ligger i provinsen Hubei, i den centrala delen av landet, omkring 260 kilometer nordväst om provinshuvudstaden Wuhan. Antalet invånare är 75 392. Befolkningen består av 38 269 kvinnor och 37 123 män. Barn under 15 år utgör 14,0 %, vuxna 15-64 år 78 %, och äldre över 65 år 6,0 %.
Runt Wangzha är det mycket tätbefolkat, med 2 614 invånare per kvadratkilometer. Närmaste större samhälle är Xiangyang, 2,7 km sydost om Wangzha. Runt Wangzha är det i huvudsak tätbebyggt.
Genomsnittlig årsnederbörd är 862 millimeter. Den regnigaste månaden är augusti, med i genomsnitt 146 mm nederbörd, och den torraste är januari, med 8 mm nederbörd.